# Gempolan (Kerjo)
Gempolan is een bestuurslaag in het regentschap Karanganyar van de provincie Midden-Java, Indonesië. Gempolan telt 2936 inwoners (volkstelling 2010).